# Tudorel Filimon
Tudorel Filimon (n. 26 iulie 1953, București, România) este un actor român. Este cel mai cunoscut pentru rolul Nea Popa din serialul La bloc, difuzat pe Pro TV.

## Biografie
În 1976 a absolvit Universitatea Națională de Artă Teatrală și Cinematografică „Ion Luca Caragiale” din București, secția Actorie.

## Filmografie

### Filme
- Muntele ascuns (1975)
- Ediție specială (1978)
- Mai presus de orice (1978)
- Al treilea salt mortal (1980)
- Saltimbancii (1981)
- Orgolii (1982) - un țăran
- Înghițitorul de săbii (1982)
- Întoarcerea din iad (1983)
- Fructe de pădure (1983) - Pablo, un fost pușcăriaș pocăit
- Ca-n filme (1984) - Iordache
- Dreptate în lanțuri (1984)
- Moara lui Călifar (1984)
- Acordați circumstanțe atenuante? (1984), regizor Lucian Bratu
- Mitică Popescu (1984) - Goldenberg
- Pas în doi (1985) - Bobiță
- Răstimp (1986)
- Nelu (1988), regizor Dorin Mircea Doroftei, rolul Grasone Bișnițarul
- Rezervă la start (1988), regizor Anghel Mora
- Kilometrul 36 (1989), regizor Anghel Mora, rolul Ion
- Flori de gheață (1989), regizor Anghel Mora
- Secretul armei... secrete! (1989)
- Cei care plătesc cu viața (1989)
- Un bulgăre de humă (1990)
- Privește înainte cu mînie (1993) - șoferul hingherilor
- Bloodstone: Subspecies II (1993), regizor Ted Nicolaou; ca recepționerul de la Athene Palace
- Ivan Turbincă (1996), regizor Radu Popovici, rolul boierului
- Dănilă Prepeleac (1996) - Păcală
- Trenul vieții (1998), regizor Radu Mihăileanu, rolul Săteanul 1
- Sexy Harem Ada Kaleh (2001) - Bombonel
- Țăcăniții (2002), regizor Gérard Cuq, rolul Nebun
- Turnul din Pisa (2002) - procurorul
- Mimic 3: Sentinel (2003), regizor J. T. Petty, rolul Birdman
- Frumoasa criminală (2004), regizor Duncan Roy, rolul Miner
- Nunta mută (2008) - Haralamb Vrabie
- Poker (2010), regizor Sergiu Nicolaescu, rolul Agârbiceanu
- Coborâm la prima (2018), regizor Tedy Necula

### Seriale
- Omul din Buzău  - 1988
- Arlechino  - 1995 - rolul Țăranul
- Căsătorie imposibilă  - 1999 - TVR 1 - rolul Barbut
- La Bloc  - 2002-2006 - regizor R.Dragomir - ProTv - rolul Nea Popa
- Gașca  - 2007 - regizor R.Dragomir - Kanal D - rolul Gica
- Nimeni nu-i perfect  - 2008 - regizor A.Avandei - Prima TV - rolul Anton
- Fete de măritat  - 2009 - Prima TV - rolul Constantin Badica, zis Titel

## Teatru
- D'ale carnavalului  de I. L. Caragiale  rolul Cracanel
- Cerere în căsătorie  de A. P. Cehov  rolul Lomon
- O sărbătoare princiară  de Teodor Mazilu  rolul Varga
- Schițe  de I. L. Caragiale  rolul Nae
- Cum vă place  de W. Shakespeare  rolul Celia
- Ubu rege  de Alfred Jarry,  rolul Ubu (în anii 1980)[3]
- Sâmbătă, duminică, luni  de  Eduardo De Filippo,  rolul Rocco
- Macbeth  de W. Shakespeare  rolul Malcolm
- Vreau să mă mărit  de Vasile Alecsandri  rolul Nicu Pilciu
- Nu sunt Turnul Eiffel  de Ecaterina Oproiu  rolul Tatăl
- Ordinarul  de Paul Everac  rolul Cornel
- Ceasul  de Dumitru Solomon - 3 personaje
- ...escu  de T. Mușatescu,  rolul Platon
- Peripețiile bravului soldat Švejk  de Jaroslav Hašek,  rolul Svejk
- Aventurile cu Scufița roșie  adaptare de Cristian Pepino rolul Vânătorul
- Poate Eleonora  de Gellu Naum,  rolul Tatăl
- Hangița  de Carlo Goldoni, rolul Marchizul
- Ce formidabilă harababură  de Eugen Ionescu,  rolul Personajul
- Titus Andronicus  de W. Shakespeare,  rolul Chiron
- Clovnii  de M. Mălaimare,  rolul Dario
- Oina  de M. Mălaimare, rolul Clovnul
- Conu Leonida față cu reacțiunea  de I.L.Caragiale, rolul Leonida
- O noapte furtunoasă  de I. L. Caragiale, rolul Ipingescu
- Conu Leonida față cu reacțiunea  de I. L. Caragiale  rolul Efimita
- Cum vă place  de W. Shakespeare,  rolul Tocila
- Acești îngeri triști  de D. R. Popescu, rolul Tatăl
- Ciuta  de Victor Ion Popa  rolul Costea Moceanu
- Afară, în fața ușii  de Wolfgang Borchert -  rolul Directorul de cabaret. Data premierei: sâmbătă, 27 octombrie 1979, Teatrul National Cluj-Napoca[4]
- Labirintul  de Fernando Arrabal,  rolul Justin
- Opera de trei parale de Bertolt Brecht
- Avarul de Moliere[5]
- Monșer, stăm rău! după Ion Luca Caragiale
- Gâlcevile din Chioggia de Carlo Goldoni
- Haimanaua de Victor Eftimiu
- Azilul de noapte (sau Fundătura) de Maxim Gorki[6]
- Omul cu mârțoaga de George Ciprian[7]

## Premii
În 1980 i s-a acordat Premiul pentru cea mai buna interpretare masculină la Festivalul Teatrului Scurt din Oradea pentru rolul Nae din piesa de teatru Schițe de I. L. Caragiale și  Premiul de popularitate de la Festivalul Teatrului Scurt Arrezo pentru rolul Varga din piesa O sărbătoare princiară de Teodor Mazilu.  A primit în 1983  Premiul pentru interpretare al ziarului "Scânteia tineretului" - Gala Tânărului Actor - Costinești pentru rolul Tatăl din piesa de teatru Nu sunt Turnul Eiffel de Ecaterina Oproiu. În 1985  i s-a acordat Marele premiu - Gala Tânărului Actor - Costinești  pentru rolul Tatăl din piesa de teatru Poate Eleonora de Gellu Naum.  A primit în 2004 - Premiul de excelență acordat de Primăria Municipiului București.